# Илија Латиновић
Илија Латиновић (Врточе, код Петровца, 15. јул 1914 — Мишковци код Дервенте, 2015) био је српски стогодишњак, учесник Народноослободилачке борбе и носилац Партизанске споменице.

## Биографија
Илија Љубан Латиновић је рођен 15. јула 1914. године у Врточу (заселак Кула), код Петровца. Отац му је био Ђуро Ђуран, звани Ђуђо и Лиђо. Мајка му је била Мика Пилиповић Дајановић из Врточа, која је била Ђуђина прва жена. Након њене смрти Ђуђо се поново оженио. Илија је одрастао у вишечланој породици са четири брата и двије сестре. Браћа Перо и Никола су такође били борци НОР-а. Потиче из земљорадничке породице. Оженио је Јованку Калањ из Врточа, са којом је добио сина Неђељка Неђу и ћерке Душанку, Мирјану и Славицу. Имао је петоро унучади и четворо праунучади.
По окупацији Југославије, укључио се у припреме оружаног устанка. 27. јула 1941. Од првих дана учествовао је у устаничким и герилским акцијама. Важио је за неког ко није тежио ка било каквим функцијама и наградама.
У рату није тежио ка било каквим функцијама. Почетком рата био је послужилац на митраљезу, а потом је до краја рата био стрелац. Борио се у саставу врточке чете (касније 2. чете 1. батаљона) Треће крајишке бригаде.
Након рата, са породицом је остао живјети у родном селу. Живио је са супругом Јованком и породицом сина Неђе. Пензионисан је 1965. године. Супруга му је умрла 1993. До прогона 1995. године живио је у Врточу, а онда је избјегао у дервентско село Мишковце, гдје је живио остатак живота. Са 97 година је ослијепио, а тад је и престао пушити.
Више пута је одликован. Носилац је Партизанске споменице 1941.
Посљедње године живота живио је у Мишковцима. У Мишковцима је и умро 2015. године, у 101. години живота. У тренутку смрти био је најстарији становник Дервенте.